# Haras de Ðakovo
Le haras de Ðakovo (croate : Ergela Đakovo) est un élevage de chevaux Lipizzan à Ðakovo, en Slavonie (actuelle Croatie). 

## Histoire
L'élevage est vraisemblablement créé au XIIIe siècle ou au XIVe siècle
 par des évêques locaux. La première preuve écrite de l'existence de ce haras date de 1506, dans un document selon lequel l'évêque Mijo Mesarić possédait 90 chevaux arabes. Cela en fait l'un des plus anciens haras en Europe. Au début du XIXe siècle, le haras se met à élever le Lipizzan, une tradition qui se poursuit jusqu'à nos jours.
La reine Élisabeth II de Grande-Bretagne visite ce haras en 1972, après avoir vu un attelage de quatre chevaux Lipizzan de Đakovo lors de la cérémonie d'ouverture des Jeux Olympiques ; toute la famille royale se rend sur les deux sites du haras, à Pastuharna et Ivandvor, lui donnant ainsi une importante reconnaissance. 

## Localisation

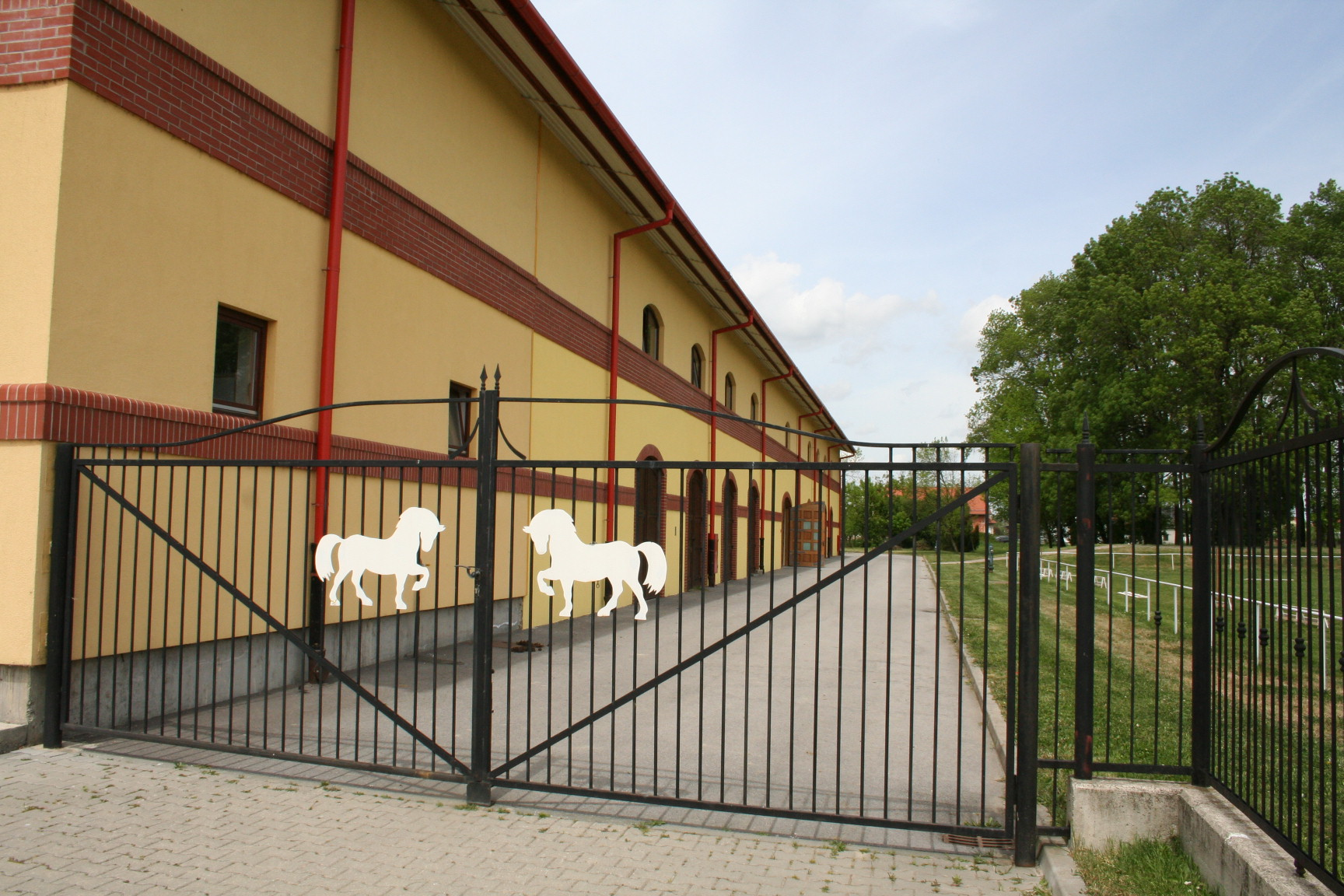
Grilles d'entrée du haras.

Le haras de Đakovo possède deux sites. Le premier, dans la ville de Ðakovo près de la cathédrale, est le haras des étalons. Il élève entre 30 et 40 étalons tout au long de l'année. Il constitue aussi la principale attraction touristique de Đakovo.
Le second site est à Ivandvor, à 6,5 km de Đakovo, et élève environ 120 Lipizzans de tous âges et de tout sexe. 
En 2022, le haras de Ðakovo héberge au total environ 160 Lipizzans. Il s'y entraîne quotidiennement une trentaine de chevaux destinés à l'attelage ou au dressage.

## Lignées élevées

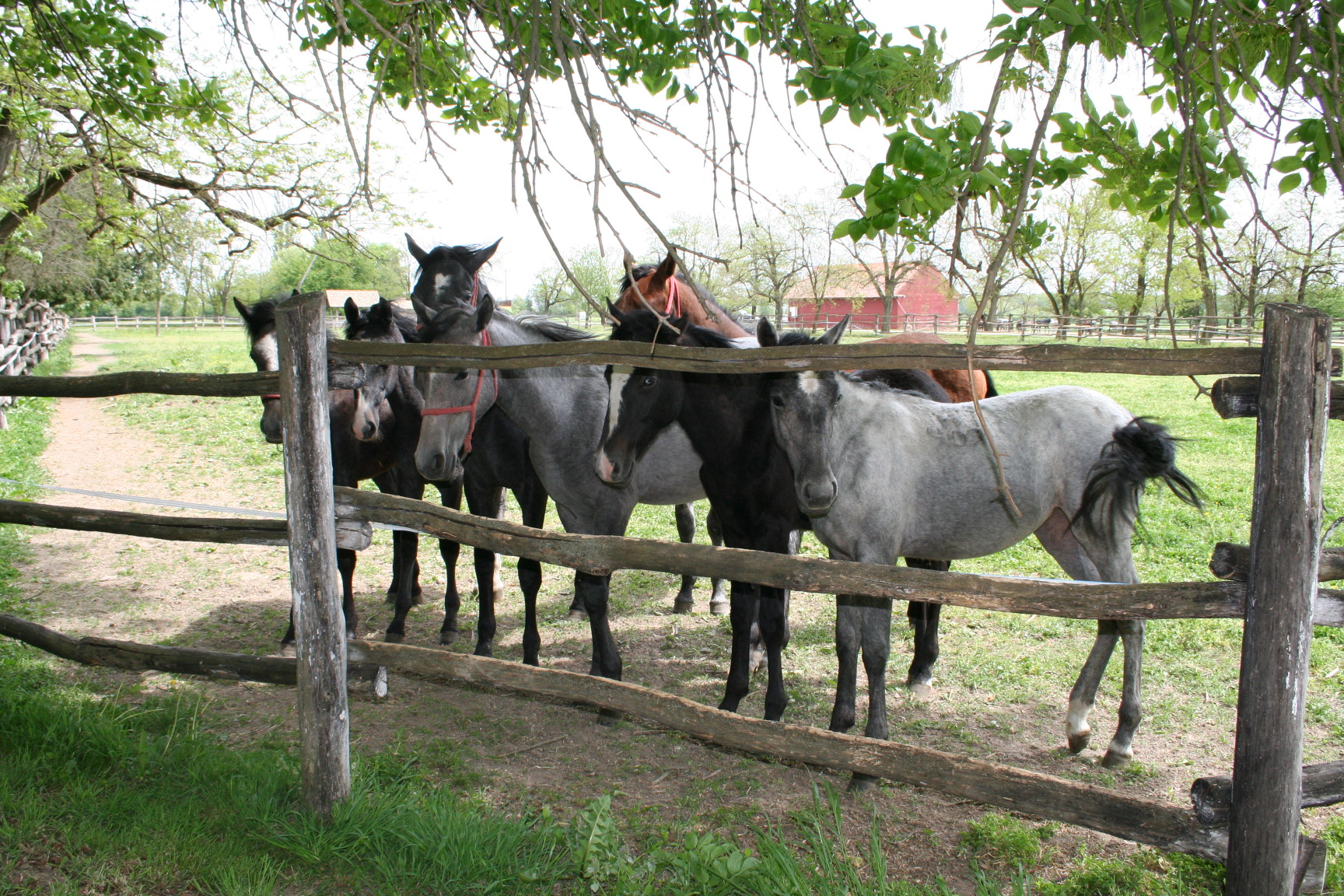
Groupe de jeunes lipizzans du haras.

Les lignées mâles de Lipizzan élevées à Ðakovo sont celles de Pluto (1765), Conversano (1767), Neapolitano (1770), Maestoso (1773), Favory (1779), Siglavy (1810) et Tulipan (1860). Les lignées de juments sont Allegra, Batosta, Gaetana, Krabbe, Mara, Mima, Montenegra, Munja, Santa, Slavonia, Toplica, Trofetta et Zenta.